# Fusillade du 22 juillet 2018 à Toronto
Le soir du 22 juillet 2018, un homme de 29 ans ouvre le feu dans la Greektown (quartier grec), à Toronto. L'auteur meurt après un échange de coups de feu avec la police.

## Déroulement
Vers 22h, dans le quartier grec de Toronto, un homme déambulant sur l'avenue Danforth ouvre le feu aléatoirement sur les passants avant de s'en prendre à plusieurs restaurants, d'après les témoins,. S'ensuit un échange de coups de feu avec les forces de l'ordre, au terme duquel il se serait suicidé.

## Victimes
Reese Fallon, 18 ans, et Juliana Kozis, 10 ans, ont été tuées dans l'attaque,.
Treize autres personnes ont été blessées.

## Auteur
L'auteur de la fusillade a été identifié comme étant Faisal Hussain, 29 ans.
D'origine pakistanaise, il présenterait des problèmes mentaux. D'après ses parents, il était dépressif et psychotique. Il ne serait pas très religieux et n'allait pas souvent aux prières du vendredi. Selon son frère, son père l'aurait incité à aller à la mosquée avec lui, mais il ne semblait pas beaucoup intéressé.
Il n'était pas connu de la justice.

## Enquête
Immédiatement après la fusillade, la police n'a pas identifié de motif, déclarant qu'elle enquêtait sur « tous les motifs possibles, y compris le terrorisme ». En juin 2019, les autorités ont terminé une enquête d'un an et n'ont pas pu déterminer le motif de l'attaque. En ce qui concerne le motif, le chef de la police de Toronto, Mark Saunders, a déclaré que « nous ne saurons peut-être jamais pourquoi ».
CBS News a publié que, selon une source des forces de l'ordre, Hussain avait visité des sites web de l'État islamique; il a également été soupçconné d'avoir vécu auparavant en Afghanistan et au Pakistan, mais l'enquête a révélé que ses actions ne semblaient pas être dirigées par Daesh. Le 25 juillet, le groupe a revendiqué la responsabilité de l'attaque, qualifiant Hussain de "soldat de l'Etat islamique", mais la police n'a pas établi de preuves de sa connexion avec lui.
La police a noté que Hussain avait des problèmes de santé mentale et qu'il était depuis longtemps obsédé par la violence. La police a trouvé une copie du manifeste d'Elliot Rodger, auteur de la tuerie à motivation incel d'Isla Vista dans le téléphone et l'équipement électronique de Hussain.

## Suites
Le maire de Toronto, John Tory, a qualifié la fusillade d' "acte inqualifiable" et d'attaque contre une ville confrontée à un problème d'armes à feu, et a demandé au gouvernement fédéral d'interdire les armes de poing. Il a déclaré qu'il avait l'intention de discuter de la sécurité publique et de la légalité des armes à feu avec des responsables provinciaux et fédéraux.